# Ветешник, Ян
Ян Ветешник (чеш. Jan Vetešník; род. 5 марта 1984[…], Прага) — чешский гребец, выступавший за сборную Чехии по академической гребле в 2002—2018 годах. Обладатель серебряных и бронзовых медалей чемпионатов Европы, многократный призёр этапов Кубка мира, победитель и призёр первенств национального значения, участник двух летних Олимпийских игр.

## Биография
Ян Ветешник родился 5 марта 1984 года в Праге. Проходил подготовку вместе со своим братом-близнецом Ондржеем в столичном гребном клубе «Дукла».
Впервые заявил о себе в академической гребле на международной арене в сезоне 2002 года, когда вошёл в состав чешской национальной сборной и выступил на юниорском мировом первенстве в Тракае, где в зачёте парных двоек стал четвёртым. Год спустя в лёгких парных четвёрках занял пятое место на молодёжной регате в Белграде, ещё через год дебютировал в Кубке мира.
В 2005 году в парных двойках лёгкого веса одержал победу на молодёжном мировом первенстве в Амстердаме и принял участие во взрослом чемпионате мира в Гифу, где в той же дисциплине показал 11-й результат.
В 2006 году в лёгких парных двойках взял бронзу на молодёжном мировом первенстве в Хазевинкеле, занял 16-е место на чемпионате мира в Итоне.
В 2007 году в лёгких парных двойках был 15-м на чемпионате мира в Мюнхене, завоевал бронзовую медаль на чемпионате Европы в Познани.
В 2008 году в лёгких парных четвёрках стал четвёртым на чемпионате мира в Линце, тогда как в лёгких парных двойках финишировал пятым на чемпионате Европы в Афинах.
В 2009 году в распашных лёгких четвёрках без рулевого был восьмым на чемпионате мира в Познани и четвёртым на чемпионате Европы в Бресте.
На чемпионате Европы 2010 года в Монтемор-у-Велью показал в той же дисциплине седьмой результат.
В 2011 году в лёгких четвёрках без рулевого занял восьмое место на чемпионате мира в Бледе, стал серебряным призёром на чемпионате Европы в Пловдиве.
Благодаря череде удачных выступлений удостоился права защищать честь страны на летних Олимпийских играх 2012 года в Лондоне. В составе лёгкого безрульного экипажа-четвёрки, куда также вошли гребцы Иржи Копач, Мирослав Враштил и его брат Ондржей, сумел квалифицироваться лишь в утешительный финал В и расположился в итоговом протоколе соревнований на 11-й строке.
В 2013 году побывал на чемпионате Европы в Севилье, откуда привёз награду серебряного достоинства, выигранную в распашных безрульных четвёрках лёгкого веса. На чемпионате мира в Чхунджу показал в той же дисциплине 11-й результат.
В 2014 году в лёгких парных двойках закрыл десятку сильнейших на чемпионате Европы в Белграде, стал восьмым на чемпионате мира в Амстердаме.
В 2015 году в той же дисциплине разместился на седьмой позиции на чемпионате Европы в Познани, а в лёгких безрульных четвёрках был десятым на чемпионате мира в Эгбелете.
Находясь в числе лидеров гребной команды Чехии, благополучно прошёл отбор на Олимпийские игры 2016 года в Рио-де-Жанейро. На сей раз с теми же партнёрами занял в программе лёгких четвёрок итоговое 12-е место.
После Олимпиады в Рио Ветешник остался действующим спортсменом на ещё один олимпийский цикл и продолжил принимать участие в крупнейших международных регатах. Так, в 2017 году в лёгких безрульных четвёрках он был третьим на домашнем чемпионате Европы в Рачице, восьмым в парных четвёрках на чемпионате мира в Сарасоте.
В 2018 году в лёгких парных четвёрках получил серебро на чемпионате Европы в Глазго, занял шестое место на чемпионате мира в Пловдиве.